# Miloš Brunclík
Miloš Brunclík (* 13. ledna 1981 Praha) je český politolog, publicista a vysokoškolský pedagog. 

## Život
V letech 1999 až 2002 absolvoval bakalářské studium politologie na Filozofické fakultě Univerzity Hradec Králové. V roce 2005 poté získal magisterský titul ve stejném oboru na Fakultě sociálních věd Univerzity Karlovy. Na téže fakultě poté získal v tomtéž oboru v roce 2008 doktorský titul. V roce 2019 se v oboru politologie poté habilitoval.
V letech 2007 až 2020 působil jako pedagog na CEVRO Univerzitě, od roku 2010 vyučuje také na své alma mater. V květnu 2016 se stal šéfredaktorem politologického časopisu Acta Politologica. V rámci své odborné činnosti se zaměřuje na oblast komparativní politologie, politické strany, politické a stranické systémy či na ústavní instituce, přičemž zvláště se zaměřuje na region Severní Evropy. Je autorem řady publikací z oblasti politologie, jmenovitě např. titulů: Internetové volby: Budoucnost, nebo slepá ulička demokracie?, Úřednické kabinety v Evropě či Švédské parlamentní volby 2006: historická porážka sociální demokracie.
Některými médii je zván ke komentování aktuálního politického dění souvisejícího s jeho odborným zaměřením.